# 压缩毛巾
压缩毛巾（英語： Compressed towel），又称一次性纯棉毛巾或微缩毛巾，是一种日用品，被认为是旅行时毛巾的较佳代替品。其抗拉扯能力一般且较容易被戳破，主要特點在于体积小、易于携带。使用压缩毛巾在某种意义上还可以避免交叉感染。相对于压缩前，压缩毛巾的体积缩小了80%－90％。